# Chlamydoselachus africana
Espèce
Statut de conservation UICN

NE : Non évalué
Chlamydoselachus africana est une espèce de requins de la famille des Chlamydoselachidae. Son nom vernaculaire français est "Requin-lézard africain"

## Répartition

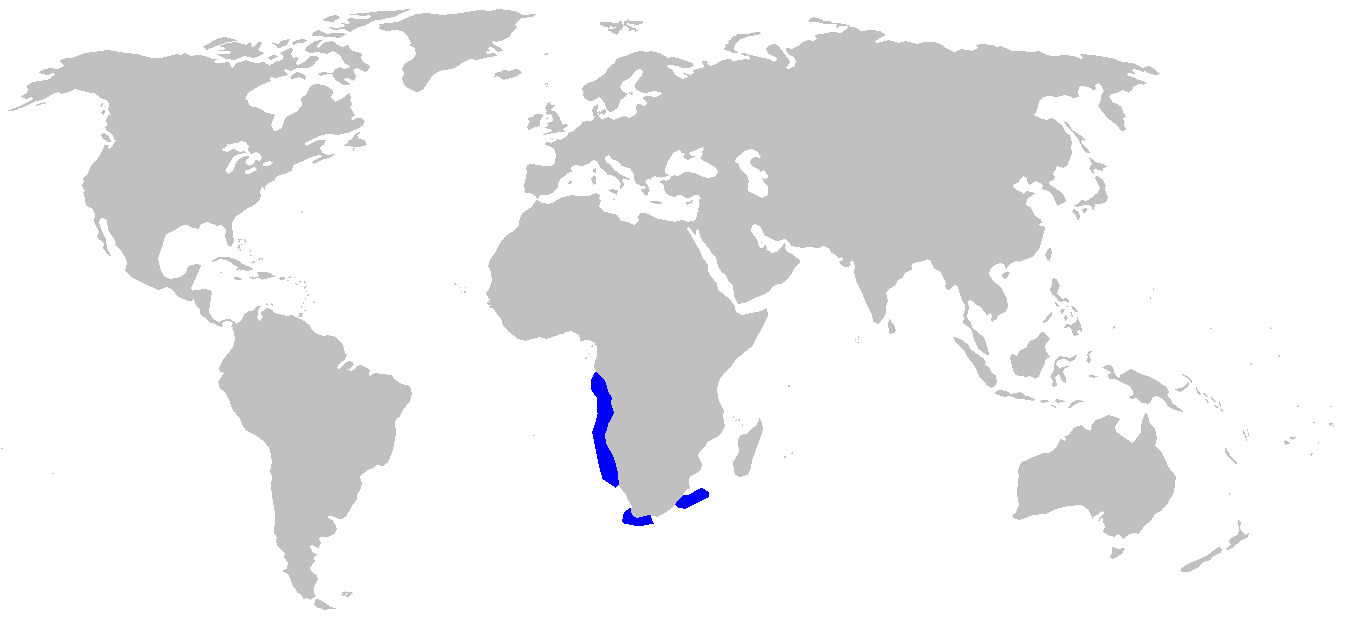
Répartition de l'espèce.

Cette espèce vit le long des côtes de l'Afrique australe.

## Habitat
Le requin-lézard africain est benthique, épibenthique et pélagique. Il vit de 300 à 1400 m de profondeur.

## Description
Ce requin possède:
-une grande bouche terminale munie de dents en aiguille, tricuspides et largement espacées;
-6 paires de fentes branchiales
-une nageoire dorsale basse, plus petite que l'anale
-des nageoires pectorales plus petites que les pelviennes
-une tête généralement plus longue que C. Anguineus
-147 vertèbres contre 160-171 pour C. Anguineus
-26-28 spires dans l'intestin contre 35-49 pour C. Anguineus 
La coloration de ce requin est gris foncé mais un mucus le recouvre ce qui lui donne un aspect brun foncé uniforme.
La femelle mesure au moins 117 cm contre 196 pour celle de C. anguineus